# 1018
Évszázadok: 10. század – 11. század – 12. század
Évtizedek: 960-as évek – 970-es évek – 980-as évek – 990-es évek – 1000-es évek – 1010-es évek – 1020-as évek – 1030-as évek – 1040-es évek – 1050-es évek – 1060-as évek
Évek: 1013 – 1014 – 1015 – 1016 –  1017 – 1018 – 1019 – 1020 – 1021 – 1022 – 1023

## Események
- I. István magyar király haddal szerzi vissza a szlávok által gyéren lakott északi országrészt I. Boleszláv lengyel királytól.
- Bulgária a Bizánci Birodalom része lesz.
- A bautzeni béke Lengyelország és Németország között.
- Northumberland Skócia része lesz.
- II. (Nagy) Knut dán király trónra lépése (1035-ig uralkodik).
- I. Jaroszláv kijevi nagyfejedelem trónfosztása, I. Szvjatopolk kijevi nagyfejedelem másodszori trónra lépése[1] (1019-ig uralkodik).
- Bari városa normann segítséggel a dél-itáliai bizánci területekre támad, de Canna mellett vereséget szenved.

## Születések
- II. Hardeknut angol és dán király († 1042).

## Halálozások
- II. Harald dán király
- június 23. – I. Henrik osztrák őrgróf
- december 1. – Merseburgi Thietmar, krónikaíró (* 969).